# Piuí Abacaxi
"Piuí Abacaxi" é uma canção do grupo Trem da Alegria lançada como segundo single do álbum homônimo, de 1987. A letra faz uso de onomatopeia e foi composta por Mendes Junior. Foi regravada por artistas brasileiros e internacionais, tornou-se um sucesso na mesma proporção que "He-Man" e "Uni, Duni, Tê", e é uma das faixas mais lembradas do grupo.

## Produção e lançamento
O título da música faz referência ao som do apito de um trem, representado por uma onomatopeia. Segundo o compositor Mendes Junior, a canção surgiu de forma lúdica durante uma brincadeira em sua casa, onde sua filha e outras crianças imitavam o som do apito de um trem, o que o inspirou a criar o refrão da música.
A versão que aparece no álbum de 1987 conta com a participação especial da cantora e apresentadora Xuxa. No entanto, para a divulgação da música em outros programas, foi gravada uma versão alternativa, sem a presença da apresentadora, que nunca foi lançada oficialmente.
O grupo Trem da Alegria apresentou a música "Piuí Abacaxi" em diversos programas de televisão, como o FM TV da Rede Manchete. A canção foi o segundo grande sucesso do LP de 1987, sendo incluída, em 1992, na primeira e única coletânea de maiores sucessos do grupo, intitulada Trem da Alegria. Em 1999, a música também foi inserida na compilação Focus: O Essencial de Trem da Alegria lançada pela gravadora BMG.
A faixa continuou a ser performada em eventos nostálgicos dedicados à década de 1980, como a Festa Ploc, que teve registros em CD e DVD. Em 2019, Patricia Marx e Luciano Nassyn anunciaram o retorno do grupo,  e a música fez parte do setlist da turnê Trem da Alegria Celebration.

## Videoclipe
Um videoclipe foi feito para promovê-la, dirigido por Jorge Maravilha e produzido pela FACHA RTV. Inicia-se com uma aglomeração de fans que em seguida deparam-se com uma limusine, de onde sai o trio: Luciano Nassyn, Juninho Bill e Vanessa. Em seguida, há uma mescla de cenas com palhaços, mágicos e bailarinos com o grupo cantando em um circo.

## Versões
Após a primeira versão do grupo Trem da Alegria, em 1987, foi gravada por um número substancial de artistas. O primeiro cover foi cantado por um coral de crianças no álbum Carnaval Dos Baixinhos, lançado pelo selo Xuxa Discos, da apresentadora Xuxa Meneghel.
Em 1989, a atriz e cantora mexicana Angélica Vale gravou uma versão em espanhol, em seu álbum homônimo, chamada de "Pigui Pigui". Onze anos mais tarde, apareceria na sua compilação de sucessos 20 Grandes Exitos.
Em 2012 a dupla de palhaços Patati Patatá regravou em um kit especial que continha CD com a música e um DVD com seu respectivo videoclipe. Foi incluída na setlist de alguns de seus shows.